# 침묵의 나선

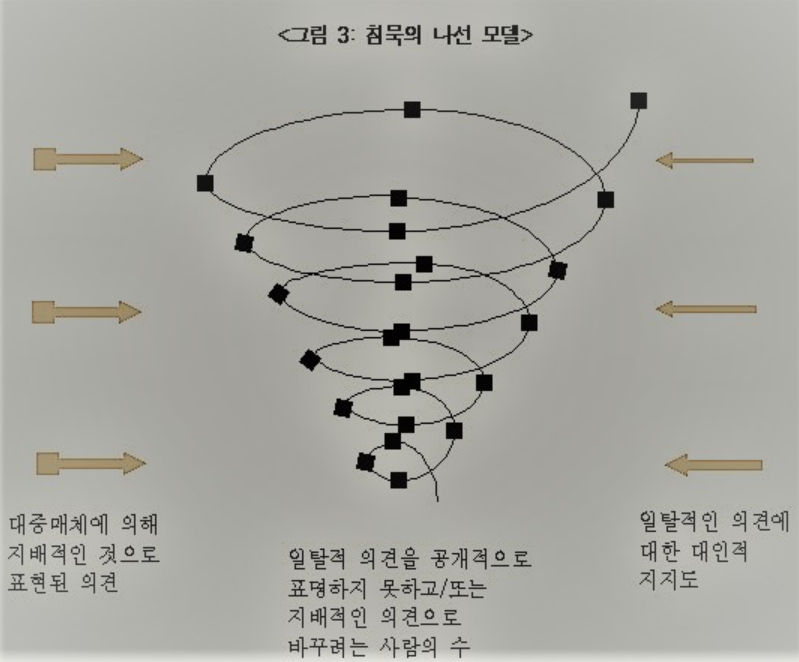
침묵의 나선 이론

침묵의 나선 이론(沈默- 螺線 理論, 독일어: Theorie der Schweigespirale, 영어: Spiral of Silence Theory)은 정치학과 대중매체에 관한 이론이다. 1966년 독일의 사회과학자 엘리자베스 노엘레-노이만(Elisabeth Noelle-Neumann)이 발표한 〈Öffentliche Meinung und Soziale Kontrolle→여론과 사회 통제〉에서 제시되었다.
이 이론은 각 개인들이 고립에 대한 공포가 있다고 규정한다. 공포는 하나의 사회적인 그룹 또는 사회에서 구성원들을 그들의 의견에 따라 고립, 무시 또는 배제시키는 것의 결과다. 고립에 대한 공포는 자신의 의견을 말하는 것보다 침묵을 유지하는 방향으로 이끈다. 특정한 의견이 다수의 사람들에게 지배적인 의견으로 인정되고 있다면, 반대되는 의견을 가지고 있는 소수의 사람들은 고립에 대한 공포로 인해 침묵하려고 하는 경향이 크다. 미디어는 지배적인 의견과 그에 대한 사람들의 인식에 관여하는 중요한 요소다.

## 핵심 내용
각 개인들은 새로운 의견에 당면했을 때 각자 재빠른 판단을 하게 된다. 이 때 개인들이 가지고 있는 유사통계적 감각 기관(a quasi-statistical sense organ)을 통해 자신이 판단한 생각이 그 의견을 지지하는 것이면 더욱 자신있게 의견을 표출하게 된다. 만일 그렇지 않으면 각 개인들은 침묵하여 결국 이러한 양방의 결속이 침묵의 나선 효과를 가져오게 된다.
침묵의 나선 이론에 따르면 사람들은 사회 내에서 자신의 견해가 우세한 다수의견에 속하면 공개적으로 의견을 표명하고, 그렇지 않은 소수에 속할 경우 침묵을 지킨다. 그 결과, 사회적으로 다수에게 지지 받는 의견은 더욱 힘을 얻게 되고, 소수 의견은 점차 힘을 잃게 됨에 따라 '여론(지배적 의견)'이 형성되는 모습을 나선의 모양에 비유한 것이 침묵의 나선 이론이다. 또한 이러한 개인의 의견 표명 차이가 발생하는 원인을 인간이 지닌 근원적인 심리 작용으로 '사회적 고립의 두려움'을 내세워 설명하고 있다. 즉, 사람들은 자신이 속한 공동체나 사회로부터 거부당하거나 소외되는 것에 대한 두려움을 가지고 있고, 이를 회피하기 위해 여론의 향방을 끊임없이 확인하고 구분하는 능력(quasi-statistical ability)을 활용하여 미디어를 통해서 여론 분위기(climate of opinion)를 파악한다.
노엘레-노이만이 그의 저서 《침묵의 나선 이론 - 여론 형성 과정의 사회심리학》에 따르면 침묵의 나선은 4단계로서 구성된다.
- 제1단계 : 권력자가 주목되어 있지 않았던 화제를 꺼낸다.
- 제2단계 : 주목이 되어 있지 않았던 화제에 대해서는 곧바로 반대 의견이 나오기 어렵기 때문에, 일단 옳은 것으로 인식된다.
- 제3단계 : 이후 나오는 비판에 대해서, 옳지 못하다는 평가를 내려 배제를 실시한다.
- 제4단계 : 소수파가 된 비판 세력은 다수의 압력을 받아 비판을 포기한다.

## 배경
Shelly Neill 에 따르면 “1974년에 소개된 침묵의 나선이론은 왜 일부 집단은 침묵을 지키고 그 외 집단은 공개 포럼에서 더 목소리를 높일 수 있는지의 가설을 탐구한다.” 침묵의 나선 이론은 “공적인 이슈에 대해 자신들이 소수의 관점을 지지하고 있다고 믿는 사람들은 그들의 커뮤니케이션이 제지되는 가장 밑바닥에 남을 것이며, 동시에 자신들이 다수의 관점을 지지하고 있다고 믿는 사람들은 더욱 더 자신의 의견을 말하기를 장려받을 것이다.” 라고 말한다.
침묵의 나선 이론은 마이크로(micro)와 매크로(macro) 레벨 둘 모두에 해당하는 사회 규범의 형성에 대해 설명한다. “마이크로(micro) 이론으로, 침묵의 나선 이론은 사람들의 소분(predispositions)을 통제하는-예를 들자면 고립에 대한 공포, 이슈에 대한 공적인 의견 표출에 대한 사람들의 의지에 영향을 미치는 것으로 나타난 인구통계학적 변수(농경 바이오테크놀로지와 같은 것)-의견 표출에 대해 조사한다."
침묵의 나선 이론은 인지된 소수의 사람들이 침묵할수록 매크로(macro) 레벨에서 발생한다. 이는 의견이 조성된 분위기의 대중적 인식이 움직이기 시작할 때-여론의 변화가 생기기 시작할 때- 발생한다.
“다른 말로, 한 개인이 의견을 표출하는 것에 대한 저항은-다른 사람들이 어떻게 생각하는지에 대한 인식에 기초하는- 사회적인 레벨에서 중요한 내포를 담고 있다.”
하나의 의견이 다수의 관심을 얻기 시작하면 소수는 사회로부터 위협과 두려움을 느끼게 된다. 지배적인 의견이 다수로부터 추진력을 얻으면서 소수는 계속적으로 위협을 느끼고 점점 더 깊은 침묵에 빠지게 된다. 이 과정은 소수가 더 이상 다수의 의견에 맞서 저항하지 않을 때까지 계속되고, 결과적으로 인지된 다수의 의견은 사회 규범이 된다.

### 나선모델
나선 모델은 이론을 시각적으로 묘사하기 위한 비유다. 나선의 끝은 고립에 대한 두려움 때문에 공적으로 그들의 의견을 표출하지 않는 사람의 수를 말한다. 한 개인은 그 또는 그녀의 의견이 인지된 지배적인 의견과 동일하지 않을 때 나선의 아래로 갈 가능성이 높아진다.
아래의 단계들이 모델의 진행 과정을 설명한다:
1. 우리는 특정 이슈와 관련된 의견과 태도의 여론 분위기를 구분할 수 있다. 의견들이 상대적으로 명확하고 엄격한 환경에서는-예를 들어, ‘관습’-, 한 개인은 공적으로 이 의견에 따라서 의견을 표출하거나, 행동하거나, 고립되는 위험을 감수해야 한다. 대조적으로, 의견의 연속적인 변화가 이루어지거나 분쟁이 있는 환경에서 개인은 그가 고립되지 않고서 표출할 수 있는 의견을 찾으려고 노력할 것이다.
2. 여론 분위기를 관찰할 때 그들의 개인적인 의견이 확산되고 다른 사람들에게 수용되는 것을 느낀 한 개인은 자신의 개인적인 의견을 자신감 있게 공적인 상황에서 말할 것이다. 반면 자신의 의견이 지분을 잃고 있다는 것을 느낀 한 개인은 공적인 상황에서 타인에게 그들의 의견을 표출할 때 더욱 소극적인 태도를 지니게 될 것이다.
3. 지배적인 의견의 대표들은 길고 장황하게 말할 때, 열세한 의견의 대표들이 침묵하는 것은 분명한 사회적 영향이 있다는 것을 말한다. 이러한 방식으로 강화되는 의견은 그것의 실제보다 더욱 강하게 보여지는 반면, 억압되는 것으로-열세한 것으로- 관찰되는 의견은 실제보다 더욱 약하게 보인다.
4. 그 결과, 또다른 의견이 우세한 여론으로 정착되고 기존 여론이 지지하던 의견이 힘을 잃고 모두에게 저항을 가지기 전까지, 다른 개인들에게 여론의 변화를 인식하게 하고 우세한 여론의 틀에 맞추어 행동하도록 촉구하는 것이 나선 모델 과정이다.[7]

침묵의 나선 이론은 여론의 형성, 변화, 그리고 강화의 과정이다. 한 개인이 의견을 표출하고, 다른 개인이 침묵하는 경향은 한 의견을 지배적인 것으로 확립하는 나선 과정에서 출발한다. 시간이 지나면, 이러한 변화하는 인식은 한 의견을 더욱 지배적인 것으로 확립하게 하고 그것은 유동적인 상태에서 굳어진 규범이 된다.
또한, 노엘레-노이만은 침묵의 나선을 '역동적인 과정'이라고 묘사하는데, 여론에 대한 예측이 객관적 사실이 될 때, 이 과정에서 대중매체의 다수 의견에 대한 보도가 '현상화'되면서 여론에 대한 예측이 현실화되고, 소수가 목소리를 내지 못하게 된다.

## 가설

### 고립에 대한 두려움
고립에 대한 두려움은 침묵의 나선을 가속화시키는 원심력이다. 일관성(혹은 동조) 실험을 통해 사람들은 사회적으로 고립되는 것을 두려워하고 그러므로 고립을 피하기 위해서 특정한 조치를 취한다는 것을 입증한 심리학자 솔로몬 애쉬에 따르면, 사람들은 그들이 틀리다고 인식하고 있는 의견에 동의하는 것을 그들의 생각을 남에게 이야기하는 것보다 더 편안하게 생각한다.

### 여론 분위기 추정
고립되지 않고 인기와 자아를 잃지 않기 위해 사람들은 끊임없이 그들의 주위 여론 분위기를 매우 세밀하게 관찰한다고 말한다. 그들은 어떠한 의견과 행동이 우세하고 더욱 인기가 많아지는지 찾으려고 노력한다. 그리고 나서 그들은 그들 자신이 다수에 해당하는지-여론이 그들과 일치하는지- 살펴본다. 그들이 소수 의견이라고 느껴지면 그들은 침묵하는 경향을 갖는다.

#### 유사통계적 감각
개인들은 “타고난 능력”으로 묘사되는 것을 사용하거나 유사통계적인 감각을 사용하여 여론을 추측한다. 사람들은 다른 사람들이 어떤 생각을 하는지 인지하고 간파해낼 수 있다고 생각한다.
매스미디어는 지배적인 의견이 무엇인지를 결정하는 데에 큰 지분을 가지고 있는데, 즉석에서의 분위기 관찰이 매스미디어 속 인구의 작은 퍼센테이지를 관찰하는 것으로 제한되기 때문이다. 매스미디어는 여론이 어떻게 묘사되는지에 대한 거대한 영향력을 가지고 있고, 그 묘사가 객관적으로 사실인지 아닌지와는 상관 없이 여론이 어디에 위치하는지에 대한 개인 인식에 드라마틱한 영향을 끼칠 수 있다.

#### 다원적 무지
다원적 무지는 소수 의견을 규범으로 수용할 수 있도록 이끈다. 그룹 멤버들은 규범에 개인적으로 저항하고 있을 수 있지만 다른 그룹 멤버들은 그 규범을 수용했다고 착각할 수 있다.

### 여론에 대한 평가
여론에 대한 개인의 평가는 의견을 말할 것인지에 대한 우리의 결정에 영향을 미친다. 의견들이 상대적으로 명확하고 엄격한 환경에서는-관습을 예로 들자면- 한 개인은 공적으로 이 의견에 따라서 의견을 표출하거나, 행동하거나, 고립되는 위험을 감수해야 한다. 대조적으로, 의견의 연속적인 변화가 이루어지거나 분쟁이 있는 환경에서 개인은 그가 고립되지 않고서 표출할 수 있는 의견을 찾으려고 노력할 것이다. 개인들은 그들의 의견이 지배적이거나 우세할 때 그들의 의견과 태도를 공적으로 표출하는 경향을 가진다. 반대로 개인들은 그들의 의견이 열세하거나 지지를 잃어간다고 인식할 때 공적으로 의견과 태도를 표출할 가능성이 줄어든다. 한 개인이 하기로 결정한 것은 그들 주변의 모든 사회에 영향을 미친다.

침묵의 나선 이론의 장단점
[장점]
-거시적이면서도 미시적인 설명력을 가졌다.
-여론의 움직임, 특히 선거기간 동안의 어론의 동향을 설명해준다.
-뉴스 매체의 역할과 책임에 대해 중요한 문제제기를 한다.

[단점]
-침묵의 이유를 지나치게 단순화하고 있다.
-침묵 효과에서 나타날 수 있는 인구학적, 문화적 차이를 간과하고 있다.

## 방법론적 연구 접근
여론에 대한 인식과 말하고자 하는 의지의 관계는 일반적으로 질문지를 통해 조사된다. 서베이에서 응답자들은 가설 상황에서 여론에 대한 그들의 의견과 그들 개인의 의견이 수용된 후 그들의 본인들의 의견을 드러낼 것인지에 대한 질문을 받곤 한다. 가설적인 질문들을 하는 것을 현실 사건에 반영할 수 있는지에 대해 몇몇의 커뮤니케이션 학자들의 의문거리가 되었고, 이는 곧 응답자가 실제 상황에서 어떤 행동과 조치를 취할지 알아낼 수 없다는 점에서 이 방법론의 비판점이 되었다. 한 리서치 연구는 나선 모델을 가설적 서베이와 포커스 그룹에 동시에 비교 실시함으로써 이 비판을 제기했다. 결과적으로 포커스 그룹에서의 침묵의 나선 효과가 눈에 띄게 증가하는 것을 입증함으로써 가설적 서베이의 비판과 일치했다.

## 이론에 대한 비판
침묵의 나선 이론은 '개인이 의견을 말할지 말지에 영향력을 받는 정도가 각기 다르다.'는 비판이 가장 많이 제기된다. 리서치는 사람들이 거대한 인구에서보다 작은 사회적 집단에서의 사회적 고립을 더욱 두려워 한다고 나타낸다. 거대한 국가 안에서, 한 개인은 언제나 그의 의견을 공유하는 그룹을 찾을 수 있다. 이론에 따르면 사람들은 그들의 가까운 가족이나 친구들에게서 고립되는 것을 더욱 두려워 한다. 리서치는 작은 집단 내에서의 고립에 대한 두려움이 국가 전체로부터의 두려움보다 크다는 사실을 증명했다.
또한 학자들은 개인 성격과 다른 그룹 내의 다양한 문화가 의견을 말할 것인지에 영향을 미친다고 주장한다. 어떠한 사람이 “긍정적인 자기 개념을 가지고 있으나 수치심(shame)에 대한 감각이 부족하다면, 그 사람은 그 또는 그녀가 여론의 환경을 어떻게 인식하는지와는 상관없이 자신의 의견을 말할 것이다.” 또다른 비판가들은 각 그룹 내의 문화가 여론에 반대의 목소리를 내지 않도록 선택하도록 하는 것이라고 말한다. 어떤 문화들에서는 생각을 개방적으로 표출하는 것이 금지되어 있다.어떠한 문화들은 개인주의적이라 개인의 의견을 더욱 수용해줄 수 있겠지만, 집단주의적 문화들은 그룹의 전체적인 의견과 니즈를 더욱 지지할 것이다. 젠더(성) 또한 문화적 요소로 고려될 수 있다. 몇몇의 문화에서는 여성에 대해 “여론이 아닌 언어에 대한 인식이 그들에게 침묵을 강요한다.” Scheufele & Moy는 특정한 갈등 양상과 문화적 지표들이 이러한 의견 표출 의사의 차이를 이해하기 위해 사용되어야 한다고 주장한다.
침묵의 나선 리서치에 대한 또다른 비판은 리서치 디자인이 나선의 시간 경과상의 움직임을 관찰하지 않는다는 것이다. 비판가들은 노엘레-노이만이 나선 형성에서 시간이라는 요소를 강조한 것이 방법론에도 잘 반영되어야 하며, 나선 모델의 역동적인 원리 또한 인정되어야 한다고 말한다. 그들은 침묵의 나선이론이 여론의 변화가 결과적으로 여론에 대한 사람들의 평가의 변화로 이어짐을 고려해 “시간 요소”를 포함한다고 말한다.
더욱이, Scheufele & Moy는 말하고자 하는 의지를 포함하는 주요 용어의 조작화에서 문제를 찾는다. 이 구조는 투표 또는 다른 개념적으로 비슷한 구조가 아닌 ‘실제로 말하는 것’의 관점으로 측정되어야 한다. 일관성(혹은 동조) 실험은 도덕적인 요소가 없으나 도덕성은 모델에서 주요 구성요소이다. 이러한 일관성(동조) 실험은, 이론의 베이스를 형성한다. 학자들은 이런 일관성(동조) 실험이 과연 침묵의 나선 이론의 발전과 관련이 있는가에 대해 질문한다.